# Monjas y soldados
Monjas y soldados es una novela de 1980 de Iris Murdoch . El escenario es Inglaterra y dos de los personajes principales son Gertrudis, una viuda, y Ana, una ex monja .

## Argumento
Guy Openshaw tiene 44 años y está en su lecho de muerte. El cáncer está afectando duramente a Guy, y él no puede soportar la avalancha de visitantes a su piso de Londres . Su esposa, Gertrude, entretiene a los invitados, que alguna vez fueron parte de un conjunto animado que venía después del trabajo para tomar una copa y charlar. Todos los visitantes confiaron en Guy para obtener consejos y dinero, y cuando muere, las diversas personas de la novela comienzan a desmoronarse. Anne Cavidge, una vieja amiga que acaba de dejar el convento en el que había entrado quince años antes, ayuda a Gertrude a cuidar de Guy.
Uno de los visitantes del piso de Openshaw es el joven Tim Reede, un artista que no puede vender su obra y que está perdido sin el apoyo de Guy. Tiene una novia llamada Daisy que se viste como un punk y habla y bebe como un marinero; son un par perfecto de inadaptados hambrientos. Daisy hace que Tim visite a Gertrude una vez que Guy ha fallecido y le pide dinero, pero Gertrude comienza a cuestionar a Tim sobre su oficio y termina queriendo apoyarlo de otras maneras, es decir, dándole su casa en la campiña francesa. Este desarrollo trastorna los planes para el futuro que la recién enriquecida Gertrude había comenzado a hacer con Anne.
El asunto Tim-Gertrude y el posterior matrimonio es el corazón del libro, y es un buen estudio de las relaciones de clase y el romance entre el hombre joven y la mujer mayor.   Tim es a la vez un héroe y un colosal metido en la pata, pero también es amable y deja que los amigos de Gertrude lo atropellen porque a ella no le molesta y aun así puede estar con ella al final del día. Algunas personas del círculo de Gertrude están realmente preocupadas, pero la mayoría está enamorada de ella o de lo que podría hacer por ellos con la herencia de Guy.
Hay una buena cantidad de traición y coincidencia en la novela, pero los toques fuertes se suavizan con las consecuencias que Murdoch deja que se desarrollen en el tiempo natural.  

## Recepción de la crítica
Escribiendo en The New York Times, George Stade encontró: "Hay muchos símbolos en esta novela. Hay rocas simbólicas, alfombras, pájaros, una orquesta de monos de porcelana, un trozo de acantilado que parece 'una cabeza con una corona', su frente espeluznante con enredaderas y sus mejillas llorosas por un manantial oculto, cosas así. Al pararse allí frente a ese rostro, incluso Tim se siente 'lleno de gracia'". Al señalar las referencias al Ulises de James Joyce, agregó: "Hablando de Joyce, debo mencionar la prosa de Monjas y soldados . En su mayoría es anodino. Pero cuando se detiene en los transportes de sufrimiento silencioso o en el éxtasis locuaz de los personajes ("Quería llorar en voz alta y caer y abrazar sus rodillas y besar sus pies"), cuando se detiene en los trajes de las mujeres, entonces la prosa es como en el episodio Nausikaa de Ulises, pero sin la ironía. El mismo Joyce, en una carta, lo describió como 'un estilo de mermelada mermelada y mermelada namby-pamby con efectos de incienso, mariolatría, masturbación, berberechos guisados. . . .' Sin embargo, el estilo de Iris Murdoch es más refinado: ciruelas pasas guisadas en lugar de berberechos". Sin impresionarse, Stade concluyó: "Escribir tan mal no se puede fingir; lo más probable es que surja directamente de la sinceridad absoluta de un autor que necesita sobre todo engañarse a sí mismo. Una pregunta (retórica) de Anne, supongo, expresa en palabras el sentimiento informador consciente de estas novelas: '¿Puede alguien que lo haya tenido realmente abandonar el concepto de Dios? El anhelo de Dios, una vez plenamente establecido, es quizás incurable. Sin duda, pero mi propia sensación es que el sexo tan sublimado no es más que la cosa misma, sino menos. Prefiero tomar mis fantasías eróticas al natural. Son más nutritivos de esa manera".
Graham Hough tampoco quedó impresionado y comenzó su reseña en London Review of Books afirmando: "Incluso para los fanáticos de Iris Murdoch, de los cuales soy uno de los más constantes, Nuns and Soldiers será una decepción. Es un libro largo y sólido, deliberadamente digresivo, y hay una buena cantidad de trabajo duro antes de llegar al tema principal. El título promete más que la interpretación. Solo hay una monja y ningún soldado". Agregó: "La vida matrimonial de Gertrude y Guy se presenta como tan insufriblemente madura, culta, de espíritu público y engreída que el primer instinto del lector es cerrar el libro antes de que haya comenzado y renunciar a la sociedad de personas maduras, cultas y públicas. personas enérgicas por el resto del tiempo". Hough concluyó: "Pero la escritura de Iris Murdoch tiene el poder de involucrar al lector en sus conflictos, incluso sin los placeres del reconocimiento o la simpatía; y aunque se desarrollan lentamente, los conflictos no están ausentes. […] Y como siempre con Iris Murdoch, las aparentes simplicidades morales resultan ambiguas o inciertas.” 